# Feicheng
Feicheng (肥城 ; pinyin : Féichéng) est une ville de la province du Shandong en Chine. C'est une ville-district placée sous la juridiction administrative de la ville-préfecture de Tai'an.

## Démographie
La population du district était de 960 232 habitants en 1999.